# Staebler-Wronski-Effekt
Der Staebler-Wronski-Effekt (SWE) bezieht sich auf lichtinduzierte metastabile Veränderungen in den Eigenschaften von hydriertem amorphem Silizium (a-Si:H). Dabei nimmt die Defektdichte von hydriertem amorphem Silizium (a-Si:H) bei Lichteinwirkung zu, was zu einem Anstieg des Rekombinationsstroms führt und die Effizienz der Umwandlung von Sonnenlicht in Strom verringert.
Er wurde 1977 von David L. Staebler und Christopher R. Wronski entdeckt. Sie zeigten, dass der Dunkelstrom und die Lichtleitfähigkeit von hydriertem amorphem Silizium durch längere Beleuchtung mit intensivem Licht erheblich verringert werden können. Durch Erhitzen der Proben auf über 150 °C konnten sie diesen Effekt jedoch umkehren.

## Erklärung
Es wurde beobachtet, dass die Lichtleitfähigkeit und die Dunkelleitfähigkeit zunächst rasch abnehmen, bevor sie sich bei einem niedrigeren Wert stabilisieren. Unterbrechungen der Beleuchtung haben keinen Einfluss auf die nachfolgende Änderungsrate. Sobald die Probe wieder beleuchtet wird, sinkt die Lichtleitfähigkeit, als ob es keine Unterbrechung gegeben hätte.
Darüber hinaus leidet nanokristallines Silizium weniger unter dem Staebler-Wronski-Effekt als amorphes Silizium, was darauf hindeutet, dass die Unordnung im Si-Netzwerk des amorphem Siliziums eine wichtige Rolle spielt. Andere Eigenschaften, die eine Rolle spielen könnten, sind die Wasserstoffkonzentration und ihr komplexer Bindungsmechanismus sowie die Konzentration von Verunreinigungen.
Die genaue Art und Ursache des Staebler-Wronski-Effekts ist noch immer nicht genau bekannt. In der Vergangenheit war das beliebteste Modell das Modell der Wasserstoffbrückenbindung-Umschaltung. Es besagt, dass ein durch das einfallende Licht gebildetes Elektronen-Loch-Paar in der Nähe einer schwachen Si-Si-Bindung rekombinieren kann und dabei genügend Energie freisetzt, um die Bindung zu brechen. Ein benachbartes H-Atom geht dann eine neue Bindung mit einem der Si-Atome ein und hinterlässt eine nicht abgesättigte Bindung. Diese nicht abgesättigte Bindungen können Elektron-Loch-Paare einfangen und so den Stromfluss verringern.
Neue experimentelle Erkenntnisse lassen jedoch Zweifel an diesem Modell aufkommen. Alternativ wurde das H-Kollisionsmodell vorgeschlagen, bei dem zwei räumlich getrennte Rekombinationsereignisse die Emission von mobilem Wasserstoff aus Si-H-Bindungen verursachen. Dabei bilden sich zwei nicht abgesättigte Bindungen, wobei ein metastabiler gepaarter H-Zustand die Wasserstoffatome an einem entfernten Ort bindet.

## Effekte
Der Wirkungsgrad einer Solarzelle aus amorphen Silizium sinkt in der Regel während der ersten sechs Monate des Betriebs. Dieser Rückgang kann je nach Materialqualität und Bauart zwischen 10 % und 30 % liegen. Der größte Teil dieses Verlusts entfällt auf den Füllfaktor der Zelle. Nach diesem anfänglichen Abfall erreicht der Effekt ein Gleichgewicht und verursacht nur noch eine geringe Verschlechterung. Das Gleichgewichtsniveau verschiebt sich mit der Betriebstemperatur, sodass sich die Leistung der Module in den Sommermonaten tendenziell etwas erholt und in den Wintermonaten wieder abfällt. Bei den meisten handelsüblichen a-Si-Modulen liegt die SWE-Degradation im Bereich von 10–15 %, und die Lieferanten geben den Wirkungsgrad in der Regel auf der Grundlage der Leistung nach Stabilisierung der SWE-Degradation an. Bei einer typischen Solarzelle aus amorphem Silizium sinkt der Wirkungsgrad in den ersten sechs Monaten aufgrund des Staebler-Wronski-Effekts um bis zu 30 %, und der Füllfaktor fällt von über 0,7 auf etwa 0,6. Diese lichtbedingte Verschlechterung ist der größte Nachteil von amorphem Silizium als photovoltaischem Material.

## Gegenmaßnahmen
Folgende Maßnahmen können den SW-Effekt verringern:
- Verwendung von nanokristallinem Silizium anstelle von amorphem Silizium.
- Betrieb bei einer höheren Temperatur. Dies kann durch die Integration der PV in einen photovoltaisch-thermischen Hybrid-Sonnenkollektor (PVT) erreicht werden.
- Stapelung einer oder mehrerer dünnerer Schichten aus amorphem Silizium zusammen mit anderen Materialien zur Bildung einer Mehrfachsolarzelle.[4] Das höhere elektrische Feld, das in den dünneren Schichten wirkt, scheint die SWE zu verringern.